# Okupacja w 26 obrazach
Okupacja w 26 obrazach (oryg. Okupacija u 26 slika) – jugosłowiański dramat wojenny z 1978 roku w reżyserii Lordana Zafranovicia, zrealizowany na motywach powieści Matije Jakšicia pt. Dubrovnik 1941. Pierwszy z filmów tworzących cenioną trylogię wojenną tegoż reżysera.

## Fabuła
Akcja filmu rozgrywa się w 1941 w Dubrowniku i przedstawia ostatnie miesiące przed wybuchem wojny, a także początek włoskiej okupacji miasta. Wojna zmienia losy trójki przyjaciół - Żyda Miho, Chorwata Niko i Włocha Toniego. Rodzina Miho pada ofiarą prześladowań, Toni przyłącza się do ustaszy, zaś Niko zaczyna działalność w ruchu oporu.

## Kontrowersje
Film zalicza się do najbardziej nasyconych przemocą obrazów wojny w całej kinematografii jugosłowiańskiej. Oprócz urządzanych przez Włochów scen orgii, skrajne emocje budziła trwająca 7 minut naturalistyczna scena egzekucji, której dokonują ustasze w autobusie, w pobliżu Dubrownika. Z uwagi na owe drastyczne sceny, w latach 80. filmu nie wyświetlano w Jugosławii.

## Obsada
- Frano Lasić jako Niko
- Milan Štrljić jako Toni
- Tanja Poberznik jako Ane
- Boris Kralj jako Baldo
- Ivan Klemenc jako Miho
- Gordana Pavlov jako Mara
- Stevo Žigon jako Hubička
- Bert Sotlar jako Stijepo
- Marija Kohn jako Luce
- Karlo Bulić jako Paško
- Zvonko Lepetić jako Gavran
- Milan Erak jako Maras
- Antun Nalis jako Paolo
- Tanja Bošković jako Pina
- Izet Hajdarhodžić jako Dum Djivo
- Boris Dvornik jako Vlaho
- Zvonimir Rogoz jako admirał

## Nagrody i nominacje
Film otrzymał nagrodę Złotej Areny na Festiwalu Filmowym w Puli. Brał też udział w konkursie głównym o nagrodę Złotej Palmy na 32. MFF w Cannes.